# Tower Financial Center
La Tower Financial Center (también conocida como TowerBank) es un rascacielos de oficinas de 57 pisos, ubicado en Calle 50, perteneciente al área bancaria de la Ciudad de Panamá.
Este edificio uno de los más altos de la ciudad se destaca por su impresionante altura y su muro cortina negro, único en la ciudad.
Fue completado en 2011.

## Datos clave
- Altura: 231 m
- Espacio total - --- m².
- Condición: Construido.
- Rango: Oficinas 	
  - En Panamá: 2012: 11.º lugar
  - En Latinoamérica: 2022: 11.º lugar
  - En el Mundo: 2022: 878º lugar